# Dinarte Machado
Manuel Dinarte Machado Borges ComM (Fall River, Massachusetts, EUA, 05 de outubro de 1959), mais conhecido como Dinarte Machado, é  mestre organeiro, que dedica a sua atividade à construção e restauro de órgãos.

## Biografia

### Infância e formação
Dinarte Machado é filho de Manuel Luciano Borges, natural de São Pedro de Nordestinho (Nordeste, São Miguel, Açores, Portugal), e de Maria  da Conceição Borges Machado, natural da Vila de Nordeste.
Com apenas 11 anos, deixou o concelho do Nordeste para ingressar no Ciclo preparatório, na Escola Roberto Ivens, em Ponta Delgada, tendo completado os seus estudos na Escola Industrial e Comercial de Ponta Delgada, onde concluiu o Curso Geral de Mecânica.
Ingressou na profissão de eletricista depois de ter feito vários cursos de especialização, no ramo automóvel, na Empresa Autoviação Micaelense, durante alguns anos. Nessa sequência, foi admitido na Empresa SINAGA, indústria de açúcar em São Miguel, cursando a especialidade de instrumentista, profissão que exerceu durante 5 anos.  Apesar de nos tempos livres, já ter reparado alguns órgãos, acabou optando por se dedicar primordialmente à organaria, fazendo dela a sua arte e sua profissão.

### Primeiros trabalhos
Dinarte Machado começou a aprendizagem da construção e restauro de órgãos como autodidata.
Em 1987, montou um atelier dedicado à construção, conservação e restauro de órgãos de tubos.
Na fase inicial da sua atividade, teve um primeiro contacto com uma oficina dedicada ao restauro destes instrumentos, na empresa do organeiro António Simões, em Condeixa-a-Nova, conhecendo, não só o trabalho daquela empresa, como alguns instrumentos  do Continente português. Foi também nessa altura que tomou os primeiros contactos com a atividade organística na Europa, através da FFAO (Association Francophone des Amis de l'Orgue).
Como complemento dos seus conhecimentos, realizou contactos com vários organeiros pela Europa, principalmente em países que detêm património organístico de relevo, nomeadamente Espanha, Itália, França, Alemanha e Inglaterra. Em paralelo, visitou por várias vezes os Estados Unidos da América, nomeadamente a cidade de Boston, conhecendo aí os grandes órgãos construídos na Europa, principalmente os do século XIX, que ali se conservam.
Com os conhecimentos adquiridos, aprofundou o estudo técnico dos órgãos portugueses. Inicialmente centrou o seu estudo no conjunto de órgãos existente no Arquipélago do Açores, tendo detetado a existência de características muito específicas e particulares, que configuram a existência de uma escola de organaria portuguesa, original, distinta dos demais países.
Numa primeira fase do seu trabalho, destacam-se o restauro dos órgãos da Igreja Matriz da Ribeira Grande, o da Igreja do Santuário da Esperança, e o da Igreja de Nossa Senhora do Rosário, entre 1987 e 1988.
Nos dois anos seguintes, restaurou o órgão da Igreja da Nossa Senhora do Carmo (Palácio da Conceição), em Ponta Delgada; os órgãos da Igreja de São Mateus, Matriz de Santa Cruz, na Ilha Graciosa; e o da Igreja da Matriz de São Jorge, na Vila de Nordeste.
Em 1990, restaurou, entre outros, o órgão da Igreja de São Pedro, em Ponta Delgada, e iniciou a construção do órgão de estudo do Conservatório Regional de Ponta Delgada.
No âmbito do programa das novas conquistas, a pedido da Comissão Nacional para as Comemorações dos Descobrimentos Portugueses e do Ministério da Cultura, Dinarte Machado realizou um estudo profundo aos órgãos existentes em Goa (Índia), a fim de apurar se existiam neles alguma ligação aos modelos construídos em Portugal.
Com o objetivo de consolidar os seus conhecimentos, estagiou com Gerhard Grenzing, participando no restauro do grande órgão histórico do Palácio Real de Madrid, em 1992.
O seu trabalho como organeiro propagou-se a todo o Arquipélago dos Açores, bem como ao Arquipélago da Madeira, e ao Continente português, inserindo-se no seu currículo a construção de vários órgãos. Entre estes são de referir o grande órgão da Sé Catedral de Angra do Heroísmo, em 1993; seguindo-se os órgãos de estudo da Escola de música de Linda-a-Velha e da Escola Superior de Música de Lisboa; o órgão da Academia de Música de Santa Cecília (Lisboa); o órgão de estudo do Instituto Gregoriano de Lisboa; o grande órgão da Igreja de Nossa Senhora do Cabo em Linda-a-Velha; quatro órgãos de estudo para privados; o grande órgão da Igreja de São João Evangelista do Colégio do Funchal (Madeira); o órgão da Igreja de São Francisco de Assis, em Lisboa; dois órgãos de estudo para o Conservatório de Ourém e Fátima; o órgão da Igreja de São Sebastião da Pedreira, em Lisboa; o órgão de estudo Conservatório Regional de Ponta Delgada; órgão de estudo para música antiga, da Escola Superior de Música de Lisboa (a título de doação).

### Especialização e afirmação
A curiosidade de Dinarte Machado levou-o a estudar em profundidade tudo o que se referia à organaria ibérica dos séculos XVIII e XIX, transformando-se num especialista de referência no assunto.
Em 1994 participou como orador no Congresso Internacional de Órgãos Históricos Portugueses, onde apresentou provas da existência de um modo português de construir órgãos. Desde então vem defendendo publicamente a especificidade da organaria portuguesa e a necessidade de salvaguardar esses vestígios através do restauro criterioso do património organístico português.
No mesmo Congresso, Dinarte Machado foi convidado a apresentar duas conferências: uma sobre os órgãos dos Açores, e outra sobre os seis órgãos de Mafra.
Em 1995, a pedido do Ministério da Cultura, aceitou restaurar o órgão da Basílica da Estrela, em Lisboa.
Em 1998, deu início aos trabalhos de restauro dos seis órgãos da Basílica do Palácio Nacional de Mafra, concluídos em maio de 2010, tendo para tal aberto uma filial do seu atelier em Mafra. Este restauro viria a ser distinguido com o Prémio Europa Nostra – Conservação, em 2012.
Ainda em 2010, foi convidado pelo Governo Regional dos Açores, para organizar, em conjunto com o organista João Vaz, a realização do primeiro Simpósio Internacional de Órgãos Históricos Portugueses, nos Açores.
No mesmo ano foi condecorado pelo Presidente da República Portuguesa, com o grau de Comendador da Ordem do Mérito.
Dinarte Machado atualmente trabalha em três publicações englobadas sob o título de O Tratado de Organaria Portuguesa, um livro técnico que aborda diversos órgãos históricos de todo o mundo, por comparação, incluindo os históricos dos Açores, como modelos no seu estado puro original.
Publicou, em coautoria com Gerhard Doderer, dois livros que reúnem o património organístico da Madeira e dos Açores: Órgãos das Igrejas da Madeira, em 2009; e Inventário dos Órgãos dos Açores, em 2012. Colaborou nas publicações de A arte organística em Portugal depois de 1750, em 1995; e Órgãos de Tubos de Santarém, em 2009.
Tem contribuído para a recuperação, quer do património instrumental, quer do ensino organístico em Portugal. Relativamente à organaria, a sua luta tem sido no sentido da implementação de uma escola para preparar os futuros organeiros que terão de manter o vasto património português.
Presentemente é acompanhado pelo seu filho, Pedro Borges, que pretende seguir a vocação do pai.
Efetua também a preparação dos instrumentos que participam no Festival de Órgão da Madeira, desde 2010, e do qual foi um dos criadores.
Em 2013, recebeu a Medalha de Mérito Municipal, das mãos do Presidente da Câmara Municipal de Ponta Delgada.
No ano de 2014, recebeu a Insígnia Autonómica de Mérito Profissional.
Em 2014, foi convidado pelo Governo Regional dos Açores para organizar o Festival Europeu de Órgãos de Tubos, a decorrer em 2015.
Em 2015 participou na preparação de vários órgãos no Órgão. Festival Internacional do Porto e Grande Porto.

## Trabalhos efetuados
Até à atualidade, o mestre Dinarte Machado restaurou e construiu mais de 80 órgãos no continente português, nas regiões autónomas dos Açores e da Madeira e dando também mostras da sua arte em países como Espanha, França, Itália e Alemanha. No panorama europeu destaca-se o restauro do único órgão histórico existente na cidade medieval de Lorca (Espanha), província de Múrcia, inaugurado após restauro em maio de 2008.

### Órgãos restaurados
- Órgão da Igreja Matriz da Ribeira Grande, São Miguel, Açores (1987)
- Órgão da Igreja de Nossa Senhora do Rosário, Lagoa, São Miguel, Açores (1987)
- Órgão da Igreja de Nossa Senhora da Conceição, Fazenda do Nordeste, São Miguel, Açores (1987)
- Órgão do Convento da Esperança, Ponta Delgada, São Miguel, Açores (1989)
- Órgão da Igreja do Carmo, Ponta Delgada, São Miguel, Açores (1989)
- Órgão da Igreja Matriz de São Jorge, Nordeste, São Miguel, Açores (1989)
- Órgão da Igreja de São Mateus, Graciosa, Açores (1989)
- Órgãos da Igreja Matriz de Santa Cruz, Graciosa, Açores (1989)
- Órgão da Igreja Matriz das Velas, São Jorge, Açores (1990)
- Órgão da Igreja Matriz das Lajes, Pico, Açores (1990)
- Órgão da Igreja de São Pedro, São Miguel, Açores (1990)
- Órgão da Igreja de Nossa Senhora da Graça, Praia de Almoxarife, Faial, Açores (1990)
- Órgão da Igreja Matriz da Calheta, São Jorge, Açores (1991)
- Órgão da Igreja Matriz da Praia da Vitória, Terceira, Açores (1991)
- Órgão  da Igreja Matriz de São Sebastião, São Miguel, Açores (1991)
- Órgão da Igreja Matriz de Santa Cruz, Lagoa, São Miguel, Açores (1993)
- Órgão da Igreja de Nossa Senhora do Carmo (Colégio), Terceira, Açores (1994)
- Órgão da Igreja de São José, São Miguel, Açores (1995)
- Órgão da Sé do Funchal, Madeira (1996)
- Órgão da Igreja Matriz da Horta, Faial, Açores (1996)
- Órgão da Igreja de Nossa Senhora da Conceição, Terceira, Açores (1996)
- Órgão da Igreja do Convento do Recolhimento São Gonçalo, Terceira, Açores (1996)
- Órgão da Igreja de Nossa Senhora da Ajuda, Bretanha, São Miguel, Açores (1997)
- Órgão da Igreja da Misericórdia de Angra do Heroísmo, Terceira, Açores (1998)
- Órgão da Basílica da Estrela, Lisboa (1998)
- Órgão do Salão Nobre do Conservatório Nacional, Lisboa (1999)
- Órgão da Igreja do Espírito Santo, Évora (1999)
- Órgão do Evangelho, Basílica do Palácio Nacional de Mafra (1999)
- Órgão da Epístola, Basílica do Palácio Nacional de Mafra (1999)
- Órgão da Igreja Matriz de São Domingos de Rana, Lisboa (2000)
- Órgão da Igreja Matriz de Oeiras (2001)
- Órgão da Igreja de Santa Clara, Madeira (2002)
- Órgão da Igreja de Santo António, Pico, Açores (2002)
- Órgão da Igreja Matriz de Constância (2002)
- Órgão do Seminário Maior de Coimbra (2003)
- Órgão da Igreja da Misericórdia de Aveiro (2003)
- Órgão do Instituto Gregoriano de Lisboa (2003)
- Órgão da Igreja da Encarnação, Mafra (2004)
- Órgão da Igreja da Misericórdia de Viana do Castelo (2004)
- Órgão da Igreja da Misericórdia de Tavira (2004)
- Órgão da Igreja do Carmo, Évora (2004)
- Órgão do Sacramento, Basílica do Palácio Nacional de Mafra (2004)
- Órgão de São Pedro de Alcântara, Basílica do Palácio Nacional de Mafra (2004)
- Órgão da Igreja de Nossa Senhora de Guadalupe, Porto da Cruz, Madeira (2005)
- Órgão de Igreja Matriz de Machico, Madeira (2005)
- Órgão da Igreja de Santiago, Tavira (2006)
- Órgão da Igreja de São Pedro, Vila Franca do Campo, São Miguel, Açores (2006)
- Órgão da Igreja do Bom Jesus, Madeira (2006)
- Órgão da Igreja de São Pedro, Madeira (2006)
- Órgão da Igreja de Nossa Senhora da Luz, Ponta do sol, Madeira (2006)
- Órgão da Sé de Faro (2006)
- Órgão da Igreja de São Roque, Lisboa (2007)
- Órgão do Convento de Santa Maria de Semide, Miranda do Corvo (2007)
- Órgão da Igreja do Pico, Lajes, Pico, Açores (2007)
- Orquestrofone do Museu da Quinta das Cruzes, Funchal, Madeira (2007)
- Órgão da Igreja de São Pedro dos Grilhões, Azueira, Mafra (2007)
- Órgão do Santuário de Nossa Senhora da Conceição, Vila Viçosa (2008)
- Órgão da Igreja da Misericórdia de Torres Vedras (2008)
- Órgão da Igreja da Misericórdia de Santarém (2008)
- Órgão histórico da Igreja de São Nicolau, Santarém (2009)
- Órgão da Igreja da Piedade , Santarém (2009)
- Órgão da Igreja de Santa Maria de Marvila, Santarém (2009)
- Órgão da Igreja de São Francisco de Lorca, Espanha (2009)
- Órgão da Igreja de São Nicolau, Lisboa (2009)
- Órgão da Conceição, Basílica do Palácio Nacional de Mafra (2010)
- Órgão de Santa Bárbara, Basílica do Palácio Nacional de Mafra (2010)
- Órgão da Igreja de Nossa Senhora de Guadalupe, Graciosa, Açores (2010)
- Órgão da Igreja da Misericórdia, Tomar (2011)
- Órgão da Igreja de São Francisco, Angra do Heroísmo, Terceira, Açores (2011)
- Órgão da Igreja Matriz da Povoação, São Miguel, Açores (2012)
- Órgão da Igreja de Santa Luzia, Funchal, Madeira (2013)
- Órgão da Igreja Matriz da Povoação. São Miguel, Açores (2013)
- Órgão da Igreja Matriz de Belas, Sintra (2013)
- Órgão da Igreja de Santa Luzia, Madeira (2013)
- Órgão do Mosteiro de Santa Maria de Lorvão, Coimbra (2014)
- Órgão da Igreja de Nossa Senhora do Amparo, Benfica, Lisboa (2014)
- Órgão da Igreja de Santa Maria de Alcáçova, Santarém (2015)
- Órgão da Igreja do Colégio, Funchal, Madeira (2015)
- Órgão da Igreja da Conceição Velha, Lisboa (2015)

### Órgãos construídos
- Órgão de estudo do Conservatório Regional de Ponta Delgada, São Miguel, Açores (1992)
- Órgão da Sé Catedral de Angra do Heroísmo, Terceira, Açores (1993)
- Órgão de Estudo da Escola Superior de Música de Lisboa (1995)
- Órgão da Escola de Música de Nossa Senhora do Cabo, Linda-a-Velha, Oeiras, Lisboa (1997)
- Órgão da Academia de Santa Cecília, Ameixoeira, Lisboa (2003)
- Órgão do Instituto Gregoriano de Lisboa, Alvalade, Lisboa (2004)
- Grande Órgão da Igreja de Nossa Senhora do Cabo, Linda-a-Velha, Oeiras, Lisboa (2006)
- Órgão da Igreja do Colégio, Funchal, Madeira (2008)
- Órgão da Igreja de São Francisco de Assis, Lisboa (2011)
- Órgão de estudo do Conservatório Regional de Ponta Delgada, São Miguel, Açores (2011)
- Órgãos (2) de estudo do Conservatório de Ourém e Fátima, sendo o do auditório uma réplica de um órgão português (2014)
- Órgão da Igreja de São Sebastião da Pedreira, Lisboa (2015)
- Órgão da Escola Superior de Música de Lisboa, Benfica, Lisboa (2015)

## Distinções
- Comendador da Ordem de Mérito (13 de julho de 2010)
- Premiado pela APOM pelo restauro dos seis órgãos da Basílica do Palácio Nacional de Mafra (12 de dezembro de 2011)
- Prémio Europa Nostra – Conservação (Seis Órgãos da Basílica do Palácio Nacional de Mafra) (1 de junho de 2012)
- Medalha de Mérito Municipal, Câmara Municipal de Ponta Delgada (9 de julho de 2012)
- Diploma de mérito profissional, Câmara Municipal da Povoação, Açores (3 de julho de 2013)
- Diploma de mérito municipal, Câmara Municipal do Nordeste, Açores (10 de julho de 2013)
- Medalha de honra da Vila de Mafra, Câmara Municipal de Mafra (29 de maio de 2014)
- Insígnia Autonómica de Mérito Profissional, Assembleia Legislativa da Região Autónoma dos Açores (9 de junho de 2014)
- Título de Especialista Honoris Causa, pelo Instituto Politécnico de Lisboa (25 de março de 2015)